# F̣
Cette page contient des caractères spéciaux ou non latins. S’ils s’affichent mal (▯, ?, etc.), consultez la page d’aide Unicode.
F̣ (minuscule : f̣), appelé F point souscrit, est un graphème utilisé dans l’écriture du tawellemmet et dans les romanisations de l'abaza, l'abkhaze, et du kabarde.
Il s'agit de la lettre F diacritée d'un point souscrit.

## Représentations informatiques
Le F point souscrit peut être représenté avec les caractères Unicode suivants :
- décomposé (latin de base, diacritiques) :

| formes    | représentations | chaînes de caractères | points de code | descriptions                                         |
| --------- | --------------- | --------------------- | -------------- | ---------------------------------------------------- |
| majuscule | F̣               | F◌̣                    | U+0046 U+0323  | lettre majuscule latine f diacritique point souscrit |
| minuscule | f̣               | f◌̣                    | U+0066 U+0323  | lettre minuscule latine f diacritique point souscrit |